# La Bauma de Trona
La Bauma de Trona (en francès, Balme-la-Trone o Grotte de la Baume-Latrone) és una cova situada al nord de la ciutat de Nimes, prop de Russan.
La cova destaca per les seves pintures paleolítiques i per les figures realitzades amb el dit sobre argile (es creu que representen mamuts). Les imatges trobades destaquen pel diferent estil respecte altres manifestacions de l'art paleolític occidental.
La cova va ser descoberta l'any 1940 per Siegfried Giedion.